# Jeanne Holland (1380-1434)
Jeanne Holland (vers 1380 - 12 avril 1434), duchesse d'York et comtesse de Cambridge, est la troisième fille de Thomas Holland, 2e comte de Kent et d'Alice FitzAlan. Elle se marie quatre fois. Son premier mari est un duc et les trois suivants sont des barons.

## Famille
Jeanne Holland est née vers 1380 à Upholland dans le Lancashire. Elle est la sixième des dix enfants de Thomas Holland, 2e comte de Kent et d'Alice FitzAlan, sœur de Richard Fitzalan, 11e comte d'Arundel. Elle est la nièce de Richard II d'Angleterre, fils de sa grand-mère paternelle, Jeanne de Kent par son deuxième mariage avec Edouard, le Prince noir. Jeanne a cinq sœurs : Aliénor, comtesse de March, Marguerite, comtesse de Somerset puis duchesse de Clarence, Eléonore, comtesse de Salisbury, Elizabeth, épouse de John Neville , et Bridget, nonne à l'abbaye de Barking. Son frère aîné, Thomas Holland, 1er duc de Surrey, est décapité en 1400 par une foule de citoyens en colère à Cirencester pour son rôle dans le soulèvement de l'Épiphanie.

## Mariages
Jeanne épouse Edmond de Langley, 1er duc d'York, fils d'Édouard III d'Angleterre et de Philippa de Hainaut, le 4 novembre 1393. Ils n'ont pas d'enfants.
En 1399, Jeanne et sa sœur Marguerite sont investies comme « Lady Companions de l'ordre de la Jarretière ».
Après la mort de d'Edmond de Langley en 1402, Jeanne épouse avant le 9 août 1404 William de Willoughby, 5e lord Willoughby de Eresby, chevalier de la Jarretière, fils de Robert de Willoughby et d'Alice Skip. Lord Willoughby meurt le 30 novembre 1409.
Elle se marie une troisième fois, après le 6 septembre 1410,  avec Henry Scrope, 3e baron Scrope de Masham. Cette année-là, Scrope est fait chevalier de la Jarretière. Il sert Henri IV comme trésorier, et est exécuté en 1415 à la suite de l'échec de son complot avec le comte de Cambridge, ancien beau-fils de Jeanne et mari de sa nièce Anne Mortimer, pour assassiner Henri V et placer Edmond Mortimer, 5e comte de March, neveu de Jeanne, sur le trône. Lord Scrope et Cambridge sont tous deux décapités le 5 août 1415 à Southampton Green.
Moins d'un an plus tard, avant le 27 avril 1416, Jeanne épouse son quatrième et dernier mari, Sir Henry Bromflete, fils de Sir Thomas Bromflete et de Margaret St. John.
Jeanne Holland meurt le 12 avril 1434.